# Kleinkastell Henchir Krannfir

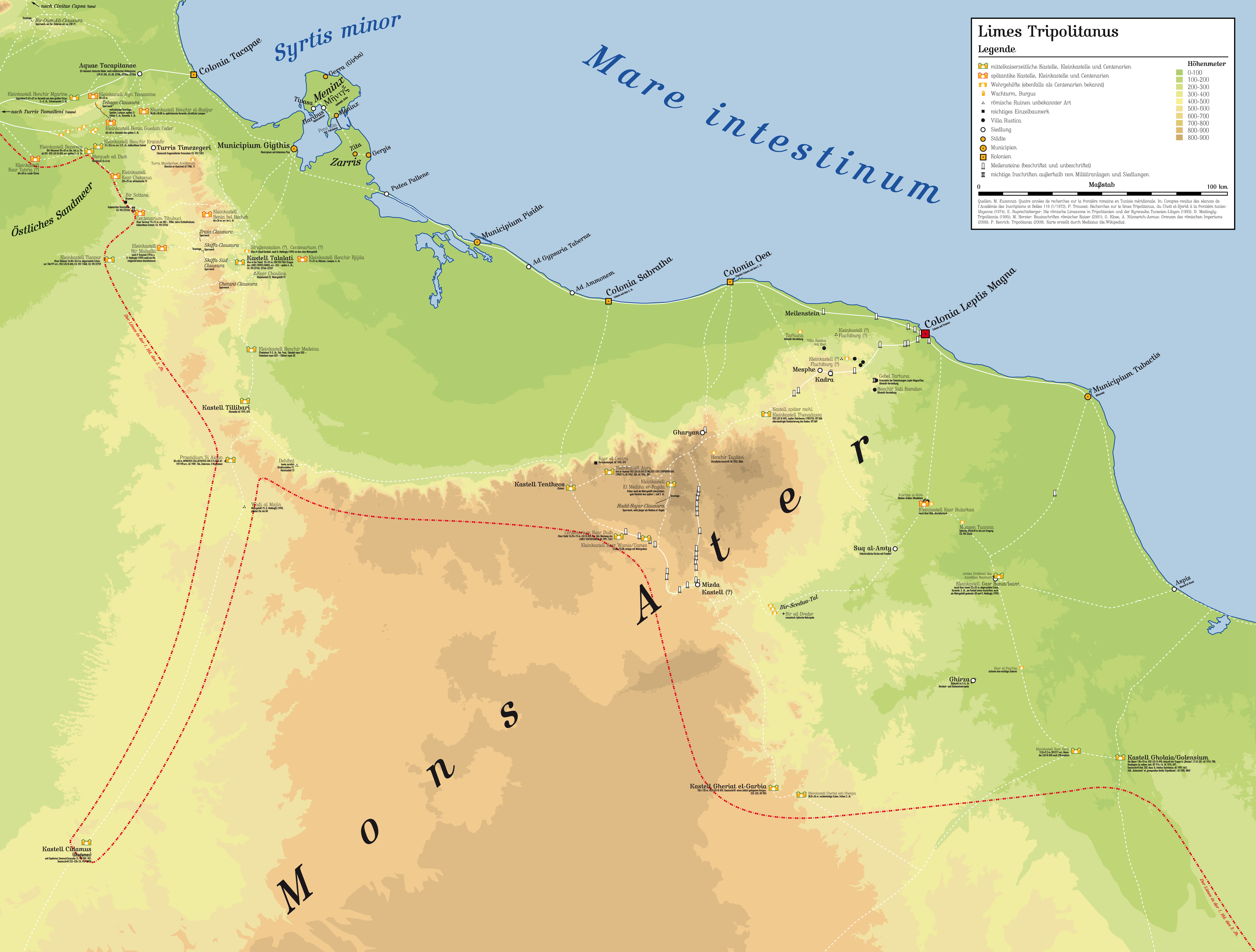
Das Kleinkastell (links) im Verbund des Limes Tripolitanus

Das Kleinkastell Henchir Krannfir (auch Henchir Khanefi und Henschir Krannfir) ist ein kleines spätrömisches Militärlager, dessen Besatzung für Sicherungs- und Überwachungsaufgaben am Limes Bizerentanus, einem Teilabschnitt des Limes Tripolitanus in der Provinz Africa proconsularis, später Tripolitania, zuständig war. Die Grenzanlagen bildeten hier ein tiefgestaffeltes System von Kastellen und Militärposten. Die kleine Befestigung befindet sich am nordöstlichen Rand der Östlichen Großen Erg in Südtunesien, Gouvernement Gabès.

## Lage
Die strategisch günstig, am Südhang des Djebel Oum ech Chia auf einer kleinen Anhöhe gelegene Anlage wurde nahe der römischen Reichsgrenze in der südwestlichen Mündung einer großen, sich flaschenhalsartig nach Nordosten verjüngenden Talsenke errichtet. Der Kastellhügel wird von Nordosten bis Südwesten im Halbkreis von einem Trockenfluss umgangen, der letztendlich im Wadi Hallouf mündet, das rund sieben Kilometer von Henchir Krannfir entfernt am Kleinkastell Bezereos vorbeifließt. Die Fernsicht ist von Nordwesten bis Osten überragend. Nur in Richtung Norden begrenzen die Hügel des Oum ech Chia eine Überwachung des Landes.
Im Süden wird diese Niederung durch das hier mündende Matmatagebirge – einen Teil des Daharer Berglandes – begrenzt, im Norden verläuft sichelförmig von Westen nach Osten der Höhenzug des Djebel Tebaga. An der engsten Stelle, dem Tor von Tebaga (Tebaga Gap), bündelten sich in der Antike wichtige Handelswege aus den Oasen, um anschließend zu den großen Wirtschaftszentren an der Mittelmeerküste weiterzuführen. Diese Engstelle hatten die Römer mit einem durchgehenden Sperrwerk, der Tebaga-Clausura gesichert und Wachtürme errichtet. Nur ein Tordurchgang erlaubte es, die Reisenden zu kontrollieren. Während des Afrikafeldzugs wurde die militärstrategische Bedeutung der gut kontrollierbaren Position erneut erkannt. Deutsche und italienische Kampfeinheiten sowie libysche Reserven besetzten damals die guterhaltene Clausura (Engpass) erneut.
Henchir Krannfir wird hauptsächlich für eine zweite Route durch das Tor von Tebaga zuständig gewesen sein. Diese führte von Bezereos, wo eine Vexillation der Legio III Augusta lag, über die südlich der Clausura liegenden Hänge des Djebel Melab. Hier gab es keine gesicherte Linie mit Wall und Wachtürmen. Seine Lage an den Hängen des Djebel Oum ech Chia ermöglichte es der Besatzung von Henchir Krannfir, das weite Umland zu beobachten und mit dem Kleinkastell Bezereos sowie dem Wachturm auf dem Mergueb ed Diab Sichtkontakt zu halten.
Möglicherweise ist das Kleinkastell mit Puteus gleichzusetzen, das die auf eine spätantike Straßenkarte zurückgehende Tabula Peutingeriana zeigt.

## Forschungsgeschichte
Die Anlage wurde 1903 von dem französischen Offizier Raymond Donau (1862–1930) teilweise freigelegt und beschrieben. Leider erstellte der Ausgräber kein genaues Grabungsprotokoll. Die Ruinen blieben sichtbar erhalten und wurden während der Kämpfe im März 1943 erneut als Unterkunft verwendet. Zum Substanzverlust kam es, als Soldaten in die antiken Strukturen der Anlage eingriffen, um ihre Stellung zu verschanzen.

## Baugeschichte
Die 31 × 25,4 Meter (= 0,08 Hektar) große Befestigung von Henchir Krannfir war von den römischen Geometern an den Himmelsrichtungen ausgerichtet worden. Die Anlage besaß einen unregelmäßig geschnittenen zentralen Innenhof, der von mehreren Räumen flankiert wurde, deren Rückwand gleichzeitig die Außenmauer des Kleinkastells bildete. Ein Zutritt war lediglich durch eine schmale Pforte an der Südseite möglich. Hier lag auch die Prätorialfront, die der römischen Grenze zugewandte Schmalseite. Zisternen sicherten die Wasserzufuhr. Der Grundriss dieses Bautypus ist typisch für Fortifikationen dieser Art am tripolitanischen Limes und lässt sich auf das späte 2. oder 3. Jahrhundert datieren. Als Besonderheit konnte in Henchir Krannfir ein Bereich festgestellt werden, der als Stallung genutzt worden war und mindestens acht Pferden Unterkunft bot. Eine deutliche Hinterlassenschaft dieses Bereichs bildeten die in situ erhalten gebliebenen steinernen Tröge sowie ein Stein, an dem sich ein Befestigungsring befunden hatte. Das hier kasernierte Detachement bestand daher aus einer teilberittenen Einheit, die höchstwahrscheinlich dem nahen Kleinkastell Bezereos unterstand. Das heute zur Halbwüste gehörende Land wurde in der Antike durch ein Bewässerungssystem von Wehrgehöften aus urbar gemacht und bildete die Lebensgrundlage für das Militär und eine relativ große Zivilbevölkerung rund um das Kastell.

## Wichtige Funde
Nach Kenntnis des Althistorikers Eugène Albertini (1880–1941) wurden in Henchir Krannfir ein nicht mehr lesbares neopunisches Ostrakon (gefunden von Donau im Jahr 1902) und zwei latino-punische Ostraka gefunden. Zwei dieser Ostraka, die der Archäologen Paul Gauckler (1866–1911) nach Frankreich sandte, waren von Donau noch vor Beginn seiner Ausgrabung entdeckt worden. Die Inschriften waren mit Farbe auf die Tonscherben aufgebracht worden.